# Cine Teatro Coronel Raymundo
Cine Teatro Coronel Raymundo é um espaço cultural em Santana de Parnaíba.
O local foi fundado em data desconhecida, entre 1880 e 1910. Faz parte dos bens tombados no Centro Histórico do município, pelo CONDEPHAAT. Antes de tornar-se um espaço cultural o edifício abrigou a empresa Lenhart, nos anos 1960. O prédio esteve desativado na década de 1990 e reaberto em 2008 para receber atividades culturais.

## História
A fundação do espaço está ligada ao teatro, pois recebida no fim do século XIX as atrações de um grupo de teatro amador, a Sociedade Benemérita Recreativa Dramática Particular Parnahybense. O grupo foi extinto em 1908 e com isso o espaço foi usado para outros fins, como cinema e comércio.
|                  |
| Hall de entrada. |

|                                       |
| Cine Teatro Coronel Raymundo plateia. |

|                       |
| Sala de som e imagem. |